# イヴ・メイエ
イヴ・フランソワ・メイエ（Yves François Meyer, フランス語: [mɛjɛʁ]、1939年7月19日 - ）はフランスの数学者である。ウェーブレット理論の創始者の一人であり、メイエ・ウェーブレットを提案した。2017年、アーベル賞を受賞した。名前は「メイヤー」とも発音される。

## 生涯
パリでユダヤ人の家庭に生まれ、メイエはチュニスのリセ・カルノで学んだ。メイエはフランス一般学生コンペティション (Concours Général) の数学部門で勝利し、1957年のエコール・ノルマル・シュペリウールの入学試験で主席となった。1966年、メイエはジャン＝ピエール・カハネの指導下で学位を得た。兄弟はメキシコ史の学者のジャン・メイエである。
メイエは、国立軍事幼年学校の教師 (1960-1963)、ストラスブール大学のティーチングアシスタント (1963-1966)、パリ第11大学の教授 (1966-1980)、エコール・ポリテクニークの教授 (1980-1986)、パリ・ドーフィン大学の教授 (1985-1995)、フランス国立科学研究センター (CNRS) の上級研究員 (1995-1999)、フランス国立工芸院の招聘教授 (2000)、カシャン高等師範学校の教授 (1999-2003)となり、2004年からカシャン高等師範学校の名誉教授である。
2010年、メイエは「数論、作用素論、調和解析への基本的な貢献と、ウェーブレットと多重解像度解析の発展における中心的役割」に対してガウス賞を受賞した。2017年には、「ウェーブレットの数学的理論の発展における中心的な役割」に対して、アーベル賞が授与された。

## 賞と栄誉
- 1993年より 科学アカデミー (フランス)の会員[7]
- 1970年 ニースでの国際数学者会議の招待講演者
- 1983年 ワルシャワでの国際数学者会議の招待講演者[8]
- 1990年 京都での国際数学者会議の招待講演者[9]
- 1970年 サレム賞
- 2010年 ガウス賞[4]
- 2012年 アメリカ数学会フェロー[10]
- 2017年 アーベル賞[11]
- 2020年 アストゥリアス皇太子賞 学術・技術研究部門

## 著作物
- Nombres de Pisot, Nombres de Salem et Analyse Harmonique, Springer-Verlag, 1970.
- Algebraic numbers and harmonic analysis, North-Holland, 1972.
- Ondelettes et Opérateurs, Hermann, 1990.
- Wavelets and Operators, Cambridge University Press, 1992.[12]